# Архаров, Иван Петрович
Иван Петрович Архаров (1744—1815) — генерал от инфантерии, московский военный губернатор (1796—1797), устроитель подмосковной усадьбы Иславское. Младший брат Николая Архарова.

## Биография
Иван Архаров родился 13 мая 1744 года в семье бригадира. С 1760 года служил в Преображенском полку и дослужился в его рядах до чина капитан-поручика.
15 марта 1774 года И. П. Архаров был переведён в армию подполковником. Своей дальнейшей карьерой он был обязан брату Николаю — в то время петербургскому генерал-губернатору, который обратил на него внимание императора Павла I. Иван Петрович был немедленно потребован в Петербург, произведён в генералы от инфантерии, пожалован орденом святой Анны 1-й степени.
1 декабря 1796 года был награждён Александровскою лентою и орденом Святого Александра Невского и вскоре назначен военным губернатором в Москву. В день коронования Павла получил тысячу душ крепостных крестьян и назначен командиром московского гарнизона. С помощью прусского полковника Гессе, назначенного императором плац-майором в помощь И. П. Архарову, новый военный губернатор сформировал из отчаянных храбрецов, спаянных суровой дисциплиной, полк, которого москвичи боялись как огня и который получил прозвание архаровского полка. С. Н. Шубинский писал: 

Архаров зажил в Москве большим барином. Дом его на Пречистенке был открыт для всех знакомых и утром, и вечером. Каждый день у них обедало не менее сорока человек, а по воскресеньям давались балы, на которые собиралось всё лучшее московское общество; на обширном дворе, как ни был он велик, иногда не умещались экипажи съезжавшихся гостей.
В 1797 году из-за чрезмерного усердия брата угодить императору, И. П. Архаров вместе с ним был удалён от должностей и получил повеление выехать в тамбовские имения, где у него была крупная суконная мануфактура: «По получении сего, повелеваю объявить братьям генералам от инфантерии Архаровым повеление мое выехать немедленно из Москвы в свои деревни в Тамбове, где и жить им впредь до повеления». 
После убийства Павла I и вступления на престол Александра I Иван Петрович Архаров поселился в своём доме на Пречистенке. Рачительный хозяин, Архаров получал со своих имений и предприятий немалый доход. Его состояние оценивалось в полмиллиона рублей. Широкое гостеприимство сделало дом Архарова одним из самых приятных в Москве, чему особенно способствовала его жена, Екатерина Александровна. 
Иван Петрович Архаров скончался 4 февраля 1815 года в городе Санкт-Петербурге.

## Семья
От первого брака (1779) с Анной Яковлевной Щепотьевой (1744—1786) три дочери:
- Агриппина (1780—1784)
- Мария (1784—1834), наследница усадьбы Иславское, жена сенатора Захария Николаевича Посникова.
- Варвара (1786—1811), жена камергера и литератора Фёдора Фёдоровича Кокошкина.

В 1790 году Архаров вступил во второй брак с Екатериной Александровной Римской-Корсаковой (1755—1836). В этом браке родились ещё две дочери:
- Софья (1791—1854), фрейлина, жена графа Александра Ивановича Соллогуба; у них сын Владимир.
- Александра (1795—1855), фрейлина, жена сенатора Алексея Васильевича Васильчикова; у них сын Александр.